# Белизско-мексиканские отношения
Белизско-мексиканские отношения — двусторонние дипломатические отношения между Белизом и Мексикой. Протяжённость государственной границы между странами составляет 276 км.
Государства являются членами Ассоциации карибских государств, Сообщества стран Латинской Америки и Карибского бассейна, Организации американских государств и Организации Объединённых Наций.

## История

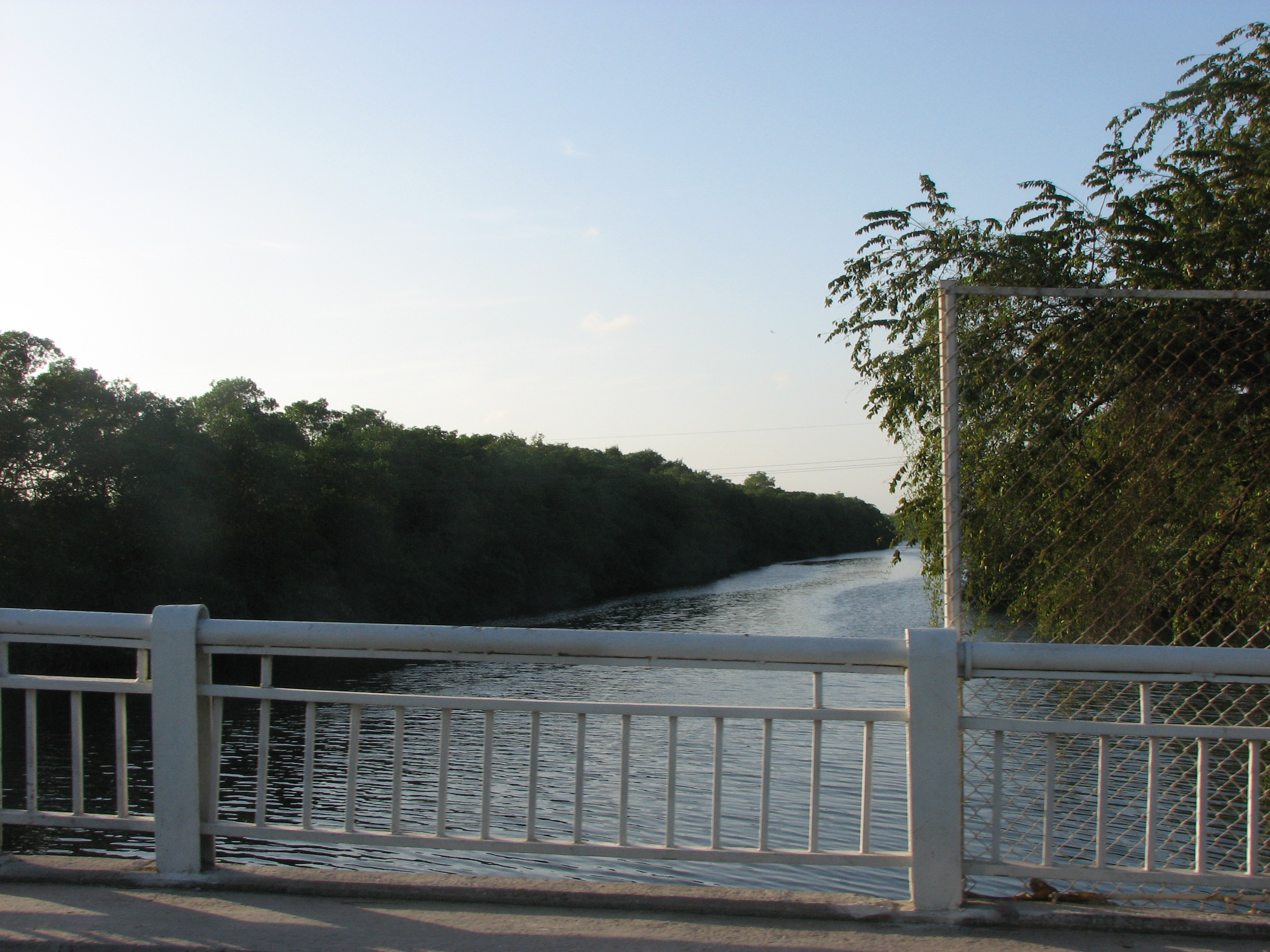
Рио-Ондо протекает вдоль границы двух государств

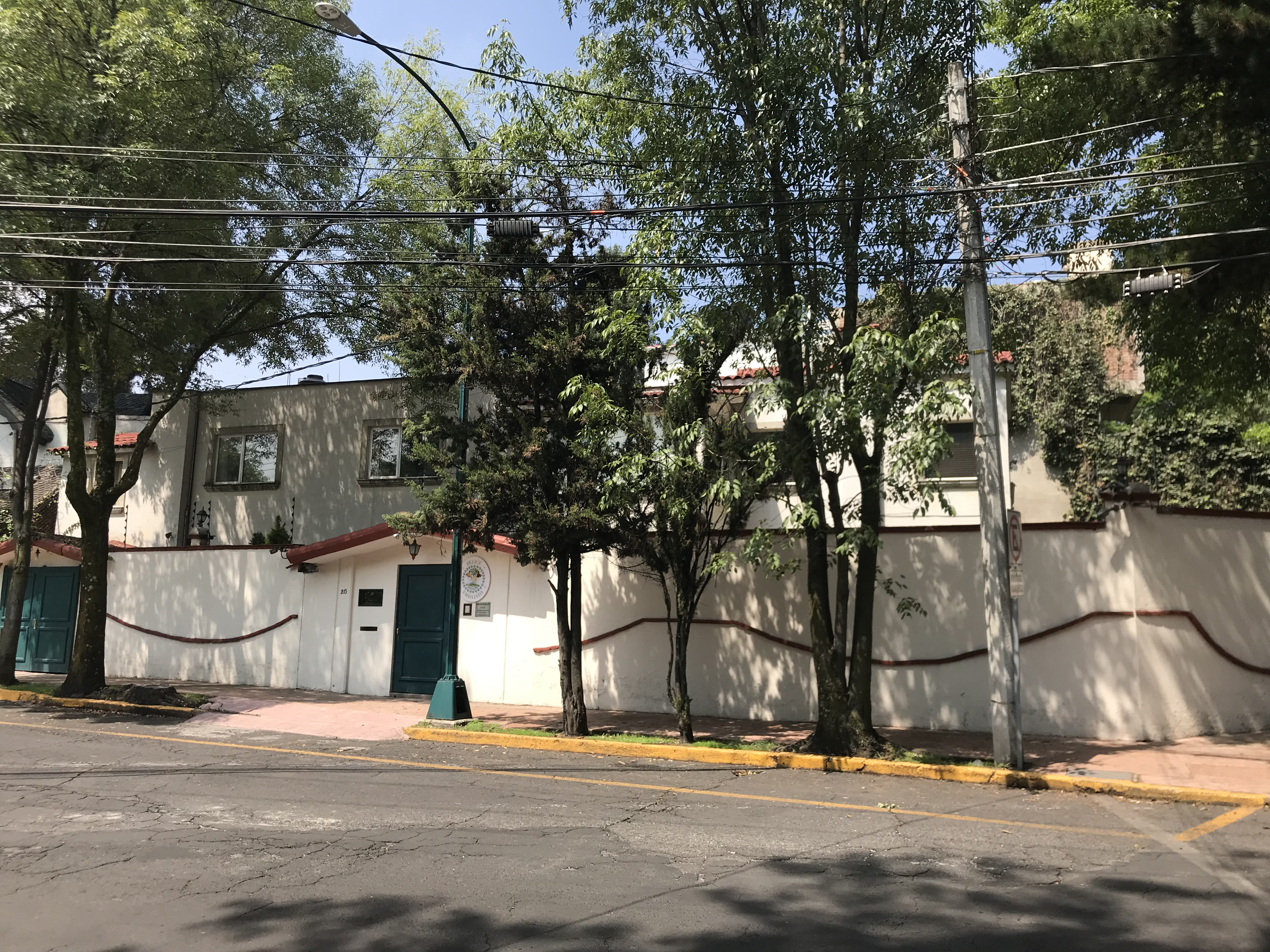
Посольство Белиза в Мехико

Полуостров Юкатан, в настоящее время разделённый между Белизом, Гватемалой и Мексикой, когда-то был домом цивилизации майя. В XVI веке Испания вторглась на эту территорию, которой затем управляла из Мехико, столицы вице-королевства Новая Испания. После испанского завоевания территория, которая позже станет известна как Белиз, подвергалась нападениям пиратов. В XVII веке британские поселенцы начали прибывать в Белиз и провели несколько сражений, пытаясь установить контроль над территорией. В конце XVIII века Британская империя официально взяла под свой контроль территорию Белиза. В июле 1893 года Мексика подписала с Британской империей договор, устанавливающий границы между двумя странами, который действует и по сей день.
21 сентября 1981 года Белиз стал независимым государством. В тот же день Белиз и Мексика установили дипломатические отношения, мексиканское посольство стало первым в стране, а Великобритания открыла Высокую комиссию в Бельмопане. Однако дипломатические отношения между Мексикой и находившимся под управлением Великобритании Британским Гондурасом существовали ещё и в 1893 году. Отношения между двумя странами основаны на близости, торговле и культурных связях между народами майя Белиза и юга Мексики. В 1982 году премьер-министр Белиза Джордж Прайс стал первым главой государства и совершил официальный визит в Мексику. В 1986 году Белиз открыл своё посольство в Мехико. В 1988 году президент Мексики Мигель де ла Мадрид стал первым главой государства совершившим официальный визит в Белиз. С тех пор было несколько визитов на высоком уровне между главами государств обеих стран.
В 2021 году государства отметили 40-летие дипломатических отношений. В мае 2022 года президент Мексики Андрес Мануэль Лопес Обрадор посетил Белиз с официальным визитом. В октябре 2024 года премьер-министр Белиза Джонни Брисеньо посетил Мексику, чтобы присутствовать на инаугурации президента Клаудии Шейнбаум.

## Визиты на высоком уровне
Из Белиза в Мексику:
- Премьер-министр Джордж Кэдл Прайс (1982, 1983);
- Премьер-министр Мануэль Эскивель (1985, 1993, 1994, 1995, 1997);
- Премьер-министр Саид Муса (1999, 2000, 2004, 2006, 2007);
- Премьер-министр Дин Барроу (2010, 2012);
- Премьер-министр Джонни Брисеньо (2021, 2023, май и октябрь 2024).

Из Мексики в Белиз:
- Президент Мигель де ла Мадрид (1988);
- Президент Карлос Салинас (1991);
- Президент Винсенте Фокс Кесада (2005);
- Президент Фелипе Кальдерон (2007);
- Президент Энрике Пенья Ньето (2017);
- Президент Андрес Мануэль Лопес Обрадор (2022).

## Двусторонние соглашения
Между государствами подписан ряд двусторонних соглашений, таких как: Соглашение о территориальных границах Британского Гондураса между Мексикой и Соединённым Королевством (1893 год); Почтовое соглашение (1911 год); Соглашение о культурных обменах (1982 год); Соглашение об исполнении уголовных приговоров (1986 год); Договор об экстрадиции (1988 год); Соглашение о сотрудничестве в борьбе с незаконным оборотом наркотиков и наркозависимостью (1990 год); Соглашение о сотрудничестве в сохранении и содержании археологических зон (1990 год); Соглашение о сотрудничестве в области туризма (1990 год); Соглашение о защите и реституции археологических, художественных и исторических памятников (1991 год); Соглашение о защите и улучшении окружающей среды и сохранении природных ресурсов в приграничной зоне (1991 год); Соглашение о научно-техническом сотрудничестве (1995 год) и Соглашение об обмене информацией по налоговым вопросам (2011 год).

## Транспорт и пограничные переходы
Авиакомпания Tropic Air осуществляет прямые рейсы между двумя странами. Кроме того, на границе Белиза и Мексики есть несколько пограничных переходов.

## Торговля
В 2014 году Мексика являлась пятым по величине торговым партнером Белиза, а Белиз — 76-й торговым партнёром Мексики. В 2014 году товарооборот между странами составил сумму в 143 млн долларов США. Мексиканский экспорт в Белиз: электрическая энергия (20,8 %), чистящие средства (5,6 %) и цемент (5,1 %). Белизский экспорт в Мексику: креветки (48,5 %), ракообразные (32,9 %) и металлолом (5,7 %). В 2011 году мексиканские прямые инвестиции составили 8 млн долларов США, а белизские инвестиции в Мексику составили 4 млн долларов США.
В 2023 году товарооборот между государствами составил сумму 185,2 млн долларов США. Экспорт Белиза в Мексику: креветки и ракообразные, двигатели, детали машин и металлолом. Экспорт Мексики в Белиз: электроэнергия, текстиль, цемент и детали для цементной промышленности. Мексиканская транснациональная компания Cemex представлена в Белизе.

## Дипломатические представительства
- Белиз имеет посольство в Мехико[17].
- Мексика содержит посольство в Бельмопане и консульство в Белизе[18].